# Козлиці (Згожелецький повіт)
Козлиці (пол. Koźlice, нім. Köslitz) — село в Польщі, у гміні Згожелець Згожелецького повіту Нижньосілезького воєводства.
Населення — 210 осіб (2011).
У 1975-1998 роках село належало до Єленьогурського воєводства.

## Демографія
Демографічна структура станом на 31 березня 2011 року:
|          | Загалом | Допрацездатний вік | Працездатний вік | Постпрацездатний вік |
| -------- | ------- | ------------------ | ---------------- | -------------------- |
| Чоловіки | 104     | 16                 | 83               | 5                    |
| Жінки    | 106     | 20                 | 65               | 21                   |
| Разом    | 210     | 36                 | 148              | 26                   |

## Галерея

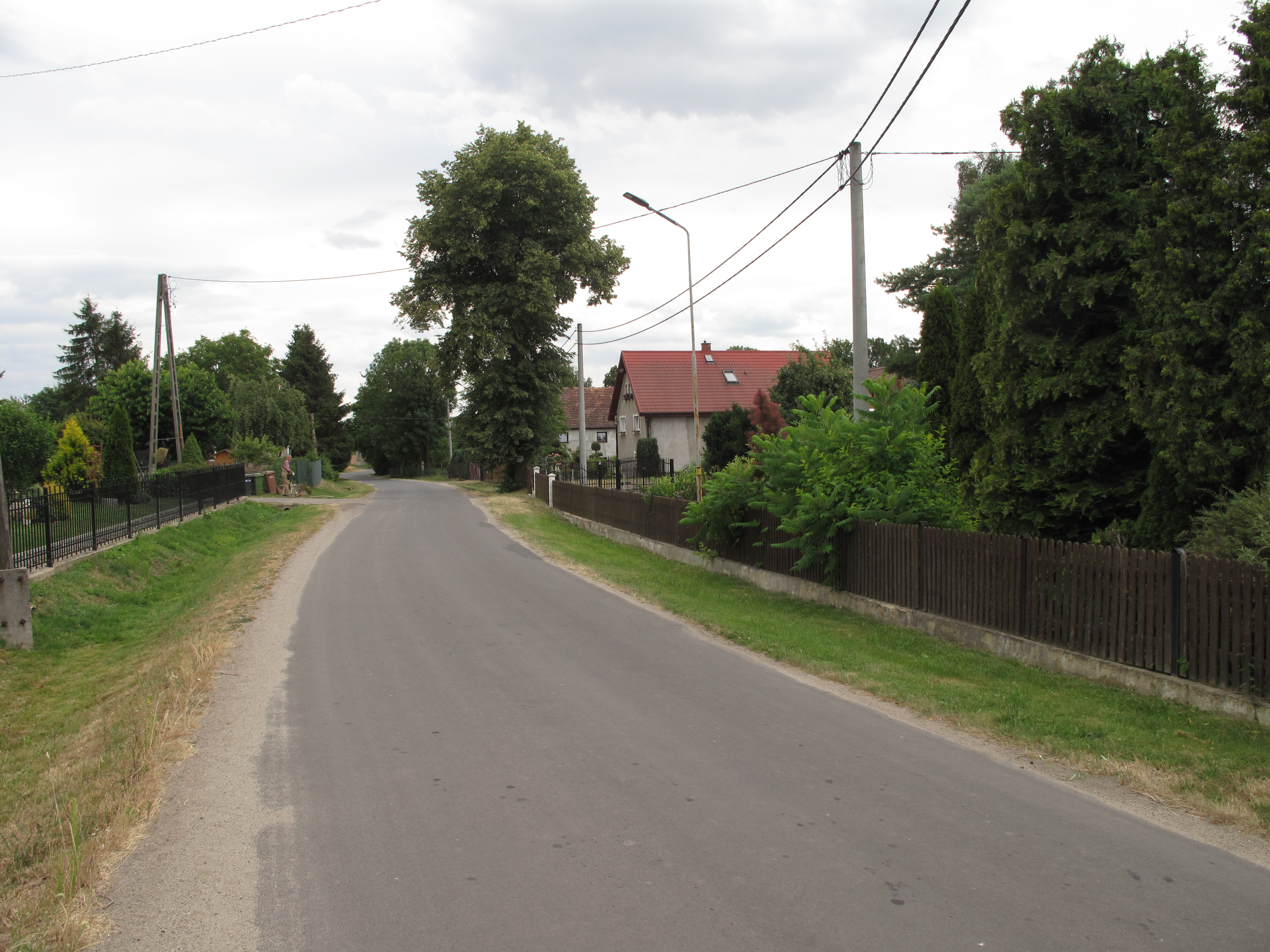
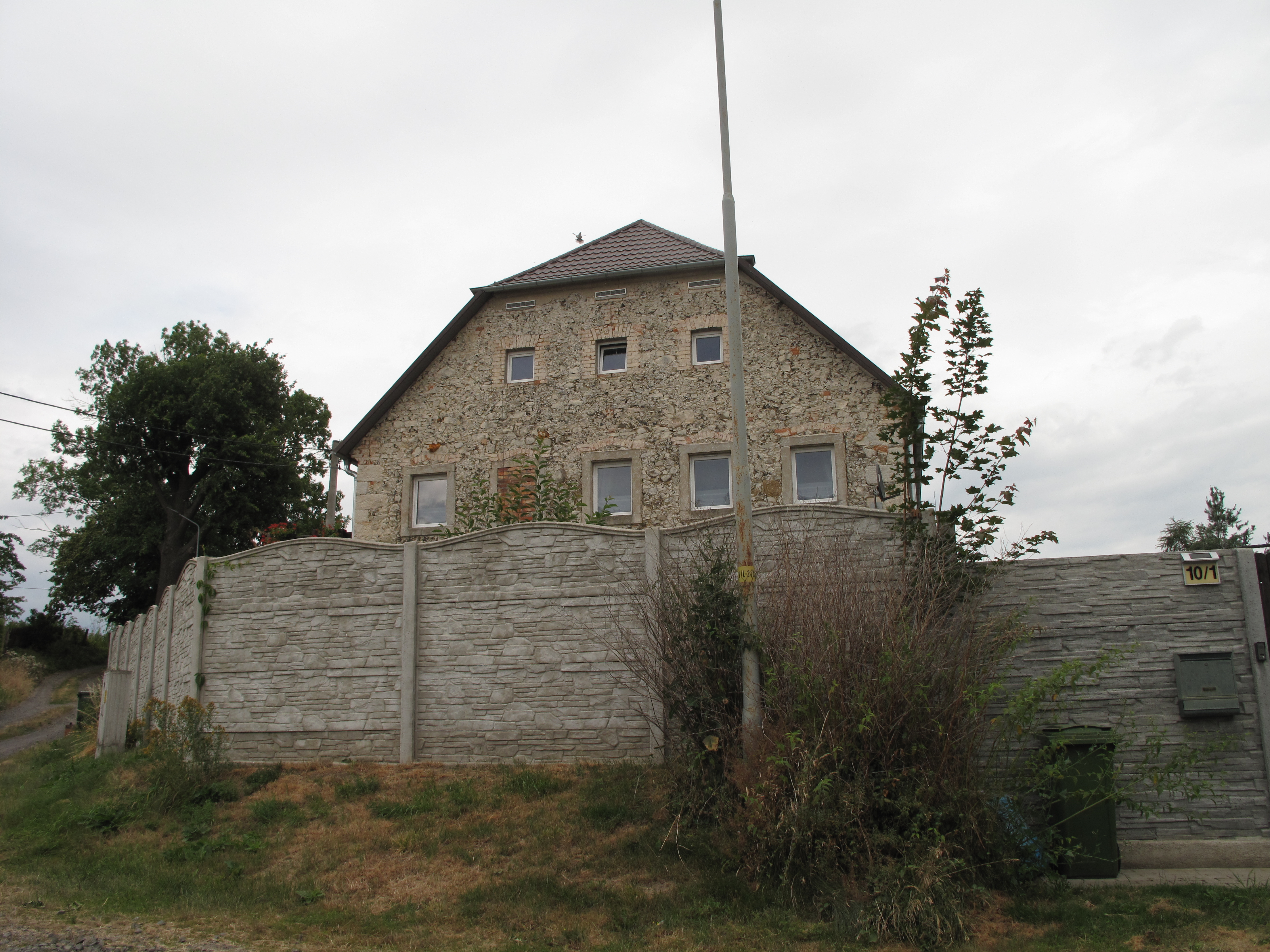
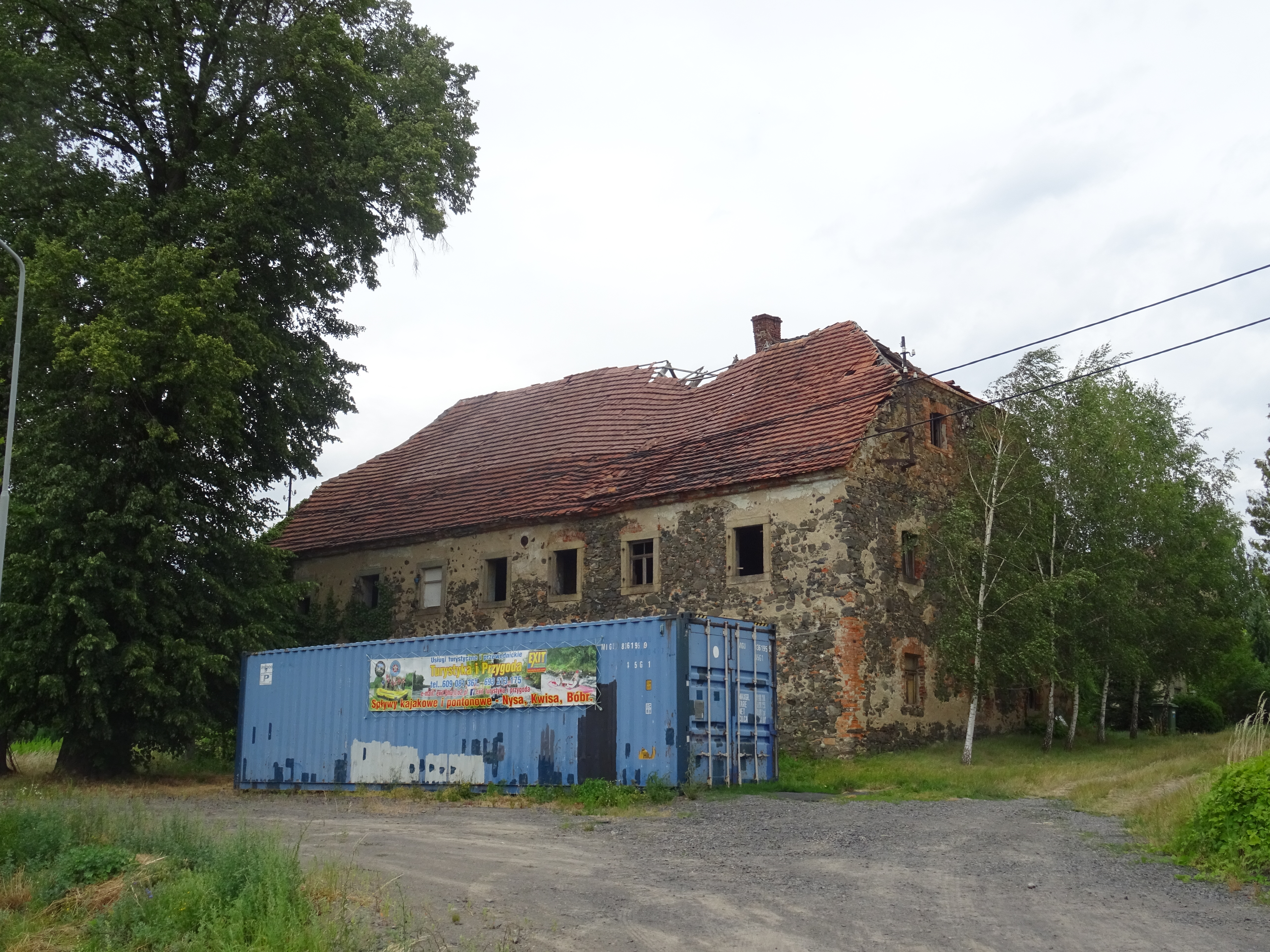
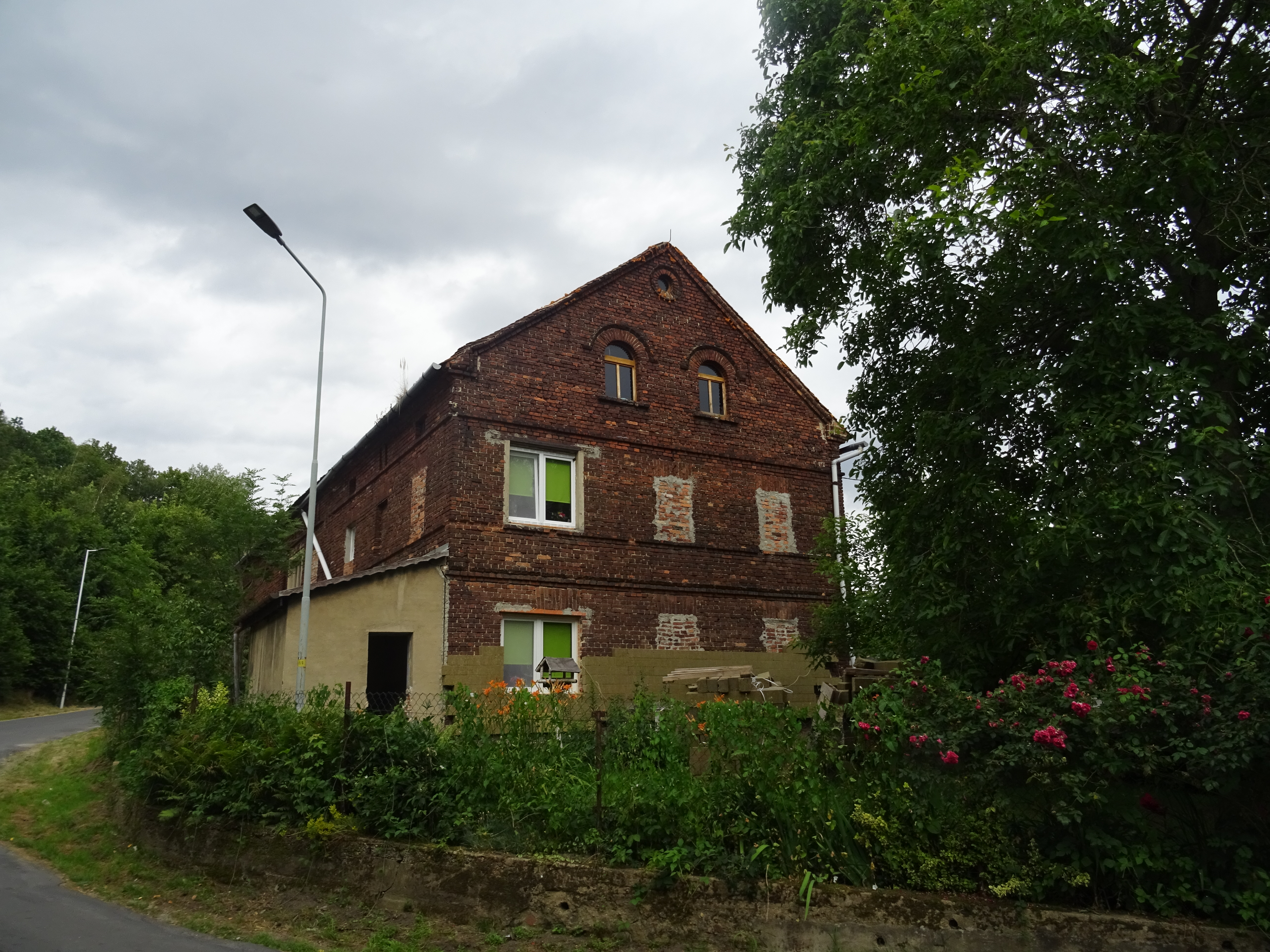